# Анабель 3
«Анабель 3» (англ. Annabelle Comes Home) — американський фільм жахів, продовження фільмів «Анабель» (2014) і «Анабель: Створення» (2017) та загалом шостий фільм у франшизі «Закляття». Режисер і сценарист стрічки — Гарі Доберман. У головних ролях: Маккенна Грейс, Медісон Айсман і Кеті Саріф. Окрім того, Патрік Вілсон і Віра Фарміга знову грають подружжя Воррен.
Створення «Аннабель 3» обійшлося в 27—32 млн доларів. Стрічка вийшла в прокат 26 червня 2019 року у США та наступного дня в Україні. Її касові збори склали 231,3 млн доларів.

## Сюжет
У 1968 році демонологи Ед та Лорейн Воррени забирають ляльку Анабель у медсестер Деббі та Камілла, які стверджують, що лялька часто здійснювала насильницьку діяльність у їхній квартирі. Під час повернення додому лялька викликає духів задля нападу на Еда, але він дивом виживає. Анабель зачиняють у шафі в кімнаті з артефактами пари, яку благословив отець Гордон, щоб переконатися, що зло стримується.
Через чотири роки Воррени запрошують Мері Еллен, яка буде нянею дочки Джуді, поки вони займаються розслідуванням ще однієї справи. У школі Джуді помічає дух священника, який починає слідувати за нею. Подруга Мері Еллен Даніела, яка потайки цікавиться нечистою силою, з'являється в будинку Ворренів без запрошення. Вона прокрадається до кімнати артефактів і починає їх роздивлятися, роблячи спробу зв'язатися зі своїм покійним батьком. Вона залишає скляну шафу відкритою, що звільняє дух Бі Маллінса. Тієї ночі Анабель починає випускати інших духів, зокрема Харона, Нареченої, Філі Мілі та Чорного Шака.
Мері Еллен закохана в Боба Палмері, який приїхав до неї того вечора. Його атакує Чорний Шак і ховається у дворі. Мері Еллен мучить Харон, а Джуді зіштовхується з Анабель у своїй спальні. Даніела робить спробу повернути ключі, але її зачиняють всередині кімнати та починають мучити. Вона знаходить Браслет скорботи та бачить батька скрученого злим демоном. Закривавлена Даніела з'являється на екрані телевізора після того, як відповіла на телефон прокляття. Справжня Даніела не встигає відповісти на дзвінок, бо її відволікають Джуді та Мері Еллен.
Джуді пояснює, що вони повинні закрити Анабель знову, щоб інші духи відпочивали. Духи чинять супротив, проте їм вдається протистояти їм. Після закриття ляльки в шафі заворушення припиняються. Наступного ранку повертаються Ед і Лорейн. Дівчата розповідають про події, які вони пережили. Даніела вибачається. Пізніше збирається багато друзів, щоб відсвяткувати день народження Джуді.

## У ролях
| Актор           | Роль           |
| --------------- | -------------- |
| Маккенна Грейс  | Джуді Воррен   |
| Віра Фарміґа    | Лорейн Воррен  |
| Патрік Вілсон   | Ед Воррен      |
| Медісон Айсмен  | Мері Еллен     |
| Кеті Саріф      | Даніела        |
| Стівен Блекгарт | Томас          |
| Стів Коултер    | отець Гордон   |
| Самара Лі       | Анабель        |
| Пол Дін         | містер Палмері |

## Український Дубляж
- Студія: Постмодерн[2]
- Перекладачка: Катерина Щепковська
- Режисерка дублювання: Катерина Брайковська
- Звукорежисер: Андрій Славинський
- Звукорежисер перезапису: Максим Корнелюк

Ролі дублювали:
Ед — Олег Лепенець
Мері — Дарина Муращенко
А також: Антоніна Якушева, Софія Лозіна, Наталя Ярошенко, Олександр Солодкий,

## Створення фільму

### Виробництво
Зйомки фільму почались 17 жовтня 2018 в Лос-Анжелесі і тривали до 14 грудня. Бюджет фільму склав 27—32 млн.

### Знімальна група
- Кінорежисер — Гарі Доберман
- Сценарист — Гарі Доберман, Джеймс Ван
- Кінопродюсер — Пітер Сафран, Джеймс Ван
- Композитор — Джозеф Бішара
- Кінооператор — Майкл Берджесс
- Кіномонтаж — Кірк Моррі
- Художник-постановник — Дженніфер Спенс
- Художник-декоратор — Ліза Сан
- Художник-костюмер — Леа Батлер
- Підбір акторів — Річ Делія[6]

## Сприйняття
Фільм отримав переважно схвальні відгуки. На сайті Rotten Tomatoes оцінка стрічки становить 65 % на основі 181 відгук від критиків (середня оцінка 5,8/10) і 70 % від глядачів із середньою оцінкою 3,8/5 (9 038 голосів). Фільму зарахований «стиглий помідор» від кінокритиків та «попкорн» від глядачів, Internet Movie Database — 6,2/10 (19 420
голосів), Metacritic — 53/100 (35 відгуків критиків) і 6,6/10 (89 відгуків від глядачів).